# Benjamin Källman
Benjamin Källman (Ekenäs, 1998. június 17. –) finn válogatott labdarúgó, a lengyel Cracovia csatárja.

## Pályafutása

### Klubcsapatokban
Källman a finnországi Ekenäs városában született. Az ifjúsági pályafutását a helyi Ekenäs csapatában kezdte, majd 2012-ben a Honka akadémiájánál folytatta.
2014-ben mutatkozott be az Ekenäs harmadosztályban szereplő felnőtt csapatában. 2016-ban az első osztályú Inter Turkuhoz igazolt. 2016 és 2020 között az Ekenäs, a skót Dundee, a dán Vendsyssel, illetve a norvég Viking és Haugesund csapatát erősítette kölcsönben. 2022. július 2-án hároméves szerződést kötött a lengyel első osztályban érdekelt Cracovia együttesével. Először a 2022. július 18-ai, Górnik Zabrze ellen 2–0-ra megnyert mérkőzés 59. percében, Michał Rakoczy cseréjeként lépett pályára. Első gólját 2022. július 29-én, a Legia Warszawa ellen hazai pályán 3–0-ra megnyert találkozón szerezte meg.

### A válogatottban
Källman az U16-ostól az U21-esig szinte minden korosztályú válogatottban képviselte Finnországot.
2018-ban debütált a felnőtt válogatottban. Először a 2018. január 11-ei, Jordánia ellen 2–1-re megnyert mérkőzés 82. percében, Tim Väyrynent váltva lépett pályára. Első gólját 2019. június 11-én, Liechtenstein ellen 2–0-ás győzelemmel zárult EB-selejtezőn szerezte meg.

## Statisztikák
2023. július 22. szerint
| Klub                    | Szezon   | Osztály              | Bajnokság | Bajnokság | Kupa  | Kupa | Nemzetközi | Nemzetközi | Összesen | Összesen |
| Klub                    | Szezon   | Osztály              | Meccs     | Gól       | Meccs | Gól  | Meccs      | Gól        | Meccs    | Gól      |
| ----------------------- | -------- | -------------------- | --------- | --------- | ----- | ---- | ---------- | ---------- | -------- | -------- |
| Ekenäs                  | 2014     | Kakkonen             | 13        | 1         | 0     | 0    | —          | —          | 13       | 1        |
| Ekenäs                  | 2015     | Ykkönen              | 25        | 5         | 0     | 0    | —          | —          | 25       | 5        |
| Ekenäs                  | Összesen | Összesen             | 38        | 6         | 0     | 0    | 0          | 0          | 38       | 6        |
| Inter Turku             | 2016     | Veikkausliiga        | 22        | 2         | 10    | 6    | —          | —          | 32       | 8        |
| Inter Turku             | 2017     | Veikkausliiga        | 31        | 9         | 6     | 8    | —          | —          | 37       | 17       |
| Inter Turku             | 2018     | Veikkausliiga        | 20        | 8         | 0     | 0    | —          | —          | 20       | 8        |
| Inter Turku             | 2020     | Veikkausliiga        | 10        | 4         | 1     | 0    | 1          | 0          | 12       | 4        |
| Inter Turku             | 2021     | Veikkausliiga        | 27        | 14        | 5     | 0    | 2          | 1          | 34       | 15       |
| Inter Turku             | 2022     | Veikkausliiga        | 12        | 7         | 8     | 7    | —          | —          | 20       | 14       |
| Inter Turku             | Összesen | Összesen             | 122       | 44        | 30    | 21   | 3          | 1          | 155      | 66       |
| Ekenäs (kölcsönben)     | 2016     | Ykkönen              | 7         | 3         | 0     | 0    | —          | —          | 7        | 3        |
| Dundee (kölcsönben)     | 2018–19  | Scottish Premiership | 18        | 1         | 1     | 0    | —          | —          | 19       | 1        |
| Vendsyssel (kölcsönben) | 2018–19  | Danish Superliga     | 11        | 2         | 0     | 0    | —          | —          | 11       | 2        |
| Viking (kölcsönben)     | 2019     | Eliteserien          | 11        | 3         | 2     | 1    | —          | —          | 13       | 4        |
| Haugesund (kölcsönben)  | 2020     | Eliteserien          | 10        | 0         | 0     | 0    | —          | —          | 10       | 0        |
| Cracovia                | 2022–23  | Ekstraklasa          | 34        | 6         | 2     | 0    | —          | —          | 36       | 6        |
| Cracovia                | 2023–24  | Ekstraklasa          | 1         | 0         | 0     | 0    | —          | —          | 1        | 0        |
| Cracovia                | Összesen | Összesen             | 35        | 6         | 2     | 0    | 0          | 0          | 37       | 6        |
| Összesen                | Összesen | Összesen             | 252       | 65        | 35    | 22   | 3          | 1          | 290      | 88       |

### A válogatottban
| Válogatott | Év       | Pályára lépés | Gól |
| ---------- | -------- | ------------- | --- |
| Finnország | 2018     | 1             | 0   |
| Finnország | 2019     | 1             | 1   |
| Finnország | 2022     | 8             | 3   |
| Finnország | 2023     | 2             | 2   |
| Összesen   | Összesen | 12            | 6   |

#### Góljai a válogatottban
| # | Időpont              | Helyszín                                          | Ellenfél            | Gólok | Eredmény | Kiírás                                     |
| - | -------------------- | ------------------------------------------------- | ------------------- | ----- | -------- | ------------------------------------------ |
| 1 | 2019. június 11.     | Rheinpark Stadion, Vaduz, Liechtenstein           | Liechtenstein       | 2–0   | 2–0      | 2020-as EB-selejtező                       |
| 2 | 2022. június 14.     | Bilino Polje Stadion, Zenica, Bosznia-Hercegovina | Bosznia-Hercegovina | 2–1   | 2–3      | 2022–2023-as UEFA Nemzetek Ligája (B liga) |
| 3 | 2022. szeptember 26. | Pod Goricom, Podgorica, Montenegró                | Montenegró          | 2–0   | 2–0      | 2022–2023-as UEFA Nemzetek Ligája (B liga) |
| 4 | 2022. november 20.   | Ullevaal Stadion, Oslo, Norvégia                  | Norvégia            | 1–0   | 1–1      | Barátságos mérkőzés                        |
| 5 | 2023. március 26.    | Windsor Park, Belfast, Észak-Írország             | Észak-Írország      | 1–0   | 1–0      | 2024-es EB-selejtező                       |
| 6 | 2023. június 19.     | Olimpiai Stadion, Helsinki, Finnország            | San Marino          | 2–0   | 6–0      | 2024-es EB-selejtező                       |

## Sikerei, díjai
Inter Turku
- Finn Kupa
  - Győztes (1): 2017–18
  - Döntős (1): 2020

- Finn Ligakupa
  - Döntős (1): 2022

Viking
- Norvég Kupa
  - Győztes (1): 2019

Egyéni
- A finn első osztály gólkirálya: 2021 (14 góllal)